# 2017 en Norvège
Chronologie de la Norvège
- 2013
- 2014
- 2015
- 2016
- 2017
- 2018
- 2019
- 2020
- 2021

Cet article présente les faits marquants de l'année 2017 en Norvège ou relatifs à la Norvège.

## Gouvernance
- Harald V est roi de Norvège.
- Erna Solberg est la cheffe du gouvernement.

## Événements
- Le Prix Nobel de la paix est décerné à la Campagne internationale pour l'abolition des armes nucléaires.
- La décision d'introduire les paquets neutres est annoncée le 31 mars 2017 et entre en vigueur le 1er juillet de la même année.
- 11 septembre : 
  - élections législatives en Norvège. Le bloc bourgeois mené par la première ministre Erna Solberg remporte l'élection et s'assure quatre ans de plus au pouvoir. Le Parti travailliste est le grand perdant de cette élection et perd six sièges tandis que le Parti du centre en est le grand gagnant avec neuf sièges supplémentaires.
  - Les élections législatives samies de Norvège de 2017 ont lieu le 11 septembre 2017 en même temps que les élections législatives norvégiennes afin de renouveler pour quatre ans les 39 membres du Parlement sami de Norvège[1].

## Sport
- La saison 2017 du Championnat de Norvège de football est la 73e édition de la première division norvégienne. Les seize équipes s'affrontent au sein d'une poule unique, en matches aller-retour, à domicile et à l'extérieur. À l'issue de la saison, les deux derniers du classement sont relégués et remplacés par les deux meilleures formations d'OBOS-ligaen, la deuxième division norvégienne. Le club classé 14e doit disputer un barrage de promotion-relégation face au 3e de deuxième division.
- La 7e édition du Tour de Norvège a eu lieu du 17 mai 2017 au 21 mai 2017. La course fait partie du calendrier UCI Europe Tour 2017 en catégorie 2.HC.
- Le Tour des Fjords 2017 est la neuvième édition du Tour des Fjords, une compétition cycliste sur route masculine disputée en Norvège. Il se déroule du 24 au 28 mai 2017 entre Balestrand et Stavanger en Norvège. Il est composé de cinq étapes pour une distance totale de 873,2 km.
- Les championnats du monde de cyclisme sur route 2017, quatre-vingt-quatrième édition des championnats du monde de cyclisme sur route, ont lieu du 17 au 24 septembre 2017 à Bergen, en Norvège. C'est la deuxième fois que la Norvège accueille les championnats du monde sur route, après Oslo en 1993.

## Culture
- Le 12e Homme (Den 12. mann) est un film de guerre norvégien réalisé par Harald Zwart, sorti en 2017. Le film est inspiré de la vie de Jan Baalsrud qui a pu s’échapper de Norvège après une tentative de sabotage qui a mal tourné.
- La Belle et la Meute (arabe : على كف عفريت, soit Aala Kaf Ifrit[2]) est un thriller tunisien, réalisé par Kaouther Ben Hania et sorti en 2017.
- Burnout (بورن آوت) est un film dramatique italo-norvégo-marocain réalisé par Nour-Eddine Lakhmari, sorti en 2017.
- L'Enfant du passé (Hjemsøkt) est un film d'horreur norvégien réalisé par Carl Christian Raabe, sorti en 2017.
- Espen : Le Gardien de la prophétie (Askeladden - I Dovregubbens hall) est un film norvégien réalisé par Mikkel Brænne Sandemose, sortit en 2017. Le film est basé sur les Contes populaires norvégiens.[3]
- La Mauvaise Réputation (Hva vil folk si) est un film dramatique germano-suédo-norvégien réalisé par Iram Haq et sorti en 2017. Il s'inspire de la propre vie de la réalisatrice[4].
- Thelma est un film suédo-dano-franco-norvégien réalisé par Joachim Trier et sorti en 2017.

## Naissances
- Naissance en Norvège en 2017

## Décès
- Décès en Norvège en 2017